# Жордан, Тьерри
Тьерри́ Рома́н Ками́ль Жорда́н (фр. Thierry Romain Camille Jordan; род. 31 августа 1943, Шанхай, Китайская Республика) — прелат Римско-католической церкви, епископ Понтуаза с 1988 по 1999 год, архиепископ Реймса с 1999 по 2018 год. Кавалер ордена Почётного легиона.

## Биография
Родился в Шанхае 31 августа 1943 года в семье фрилансера Пьера Жордана и Генриетты, урождённой Рокбер. Происходит из семей Жордан и Казимир-Перье. Приходится родственником святой Филиппине Дюшен. По окончании лицея Гоша в Версале, поступил в главную семинарию в Версале. Продолжил образование в Парижском католическом институте, который окончил лиценциатом богословия. 17 декабря 1966 года был рукоположён в сан священника для служения епархии Версаля и был отправлен в Рим на обучение в Папском Григорианском университете.
Осуществлял священническое служение попеременно во Франции и Италии. После работы в приходе в Сен-Сир-л’Эколь, куда он был назначен сразу после рукоположения, во время обучения в университете, служил капелланом в церкви Святого Людовика Французского в Риме. Затем вернулся на три года в Версаль, где с 1969 по 1972 год работал куратором в церкви Святого Симфориана и, в звании профессора, преподавал в главной семинарии Версаля. Затем до 1980 года трудился в Ватикане, в Государственном секретариате, где он, в частности, исполнял обязанности секретаря кардинала Жана Вийо, государственного секретаря Ватикана с 1975 по 1979 год.
По возвращении во Францию, был назначен священником в приход Святой Маргариты в Ле-Везине. В 1984 году был поставлен епископским викарием в Сен-Кантен-ан-Ивелин. 3 июня 1986 года стал генеральным викарием в епархии Версаля, сохранив при этом пост викария за Сен-Кантен-ан-Ивелин.
6 октября 1987 года римский папа Иоанн Павел II назначил его коадъютором Андре Руссе, епископа Понтуаза. 13 декабря 1987 года освятил собор Святого Мало в Понтуазе. 19 ноября 1988 года взошёл на кафедру Понтуаза. В 1993 году возглавил Конференцию епископов Франции. А 1994 году был избран для участия в архиерейском синоде.
20 июля 1999 года был назначен архиепископом Реймса. 26 сентября 1999 года взошёл на кафедру, сменив Жерара Дефуа, который стал архиепископом Лилля 2 июля 1998 года. В Конференции епископов Франции с 1987 по 1991 год был членом Секретариата по связям с исламом, с 1987 по 1993 год — членом Епископальной комиссии по посвящённой жизни. Последнюю возглавлял с 1993 по 1996 год. Президент канонического комитета с 1990 по 2004 год и член епископальной комиссии рукоположённых служений.
25 августа 2014 года, по случаю 250-летней годовщины города Сент-Луис, в штате Миссури в США он был приглашен на торжественные мероприятия, вместе с принцем Луи де Бурбоном. Празднования проходили в санктуарии Святой Филиппины Дюшен в Сент-Чарльзе. 18 августа 2018 года, по достижении им канонического возраста, римский папа Франциск принял его прошение об уходе на покой. Ныне является почётным архиепископом Реймса.